# Kunova Teplica
Kunova Teplica es un municipio del distrito de Rožňava en la región de Košice, Eslovaquia, con una población estimada a final del año 2024 de 709 habitantes.
Se encuentra ubicado al oeste de la región, en la cuenca hidrográfica del río Hernád, y cerca de la frontera con la región de Banská Bystrica y Hungría.

## Demografía
| Año        | 1994 | 2004    | 2014    | 2024    |
| ---------- | ---- | ------- | ------- | ------- |
| Población  | 680  | 638     | 687     | 709     |
| Diferencia |      | −6,17 % | +7,68 % | +3,20 % |

| Año        | 2023 | 2024    |
| ---------- | ---- | ------- |
| Población  | 715  | 709     |
| Diferencia |      | −0,83 % |